# Heidi Baker
Heidi Baker, född 29 augusti 1959 i Laguna Beach i Kalifornien, är en amerikansk missionär stationerad i Moçambique och är tillsammans med sin man Rolland Baker grundare av Iris Ministries. Hon har gett ut flera böcker och inbjuds regelbundet till pingstkarismatiska konferenser på olika håll i världen. Professor Candy Gunther Brown har sagt att paret Baker är "bland de mest inflytelserika ledarna i den världsvida pingströrelsen" och Heidi har även kallats för Afrikas Moder Teresa.

## Biografi
Heidi Baker växte upp i södra Kalifornien. Vid 16 års ålder blev hon kristen efter att ha hört en pingstpredikan i ett choctaw-reservat i Mississippi. Hon träffade Rolland 1979 och de gifte sig sex månader senare 1980. Som bröllopsresa flyttade de utomlands permanent till missionsfältet, med början i Indonesien. De ordinerades som pingstpastorer 1985. I Indonesien uppsökte de fattiga människor i slummen och startade program för att få människor i arbete. Efter att den indonesiska regeringen förbjöd deras verksamhet flyttade de till Hong Kong och senare London där Heidi doktorerade i systematisk teologi.
En dag läste Rolland i Time Magazine att inbördeskriget i Moçambique var så allvarligt att till och med Röda korsets bilar attackerades, varav Heidi sa "Så hemskt, låt oss hjälpa dem!". 1995 åkte de dit som missionärer för Assemblies of God. Året efter insjuknade Heidi i tuberkulos och lunginflammation. Trots sin läkares skarpa avrådan åkte hon till Torontovälsignelsen och förväntade sig helande. Hon menar att hon där såg Jesus i en syn som visade henne tusentals barn att ge mat till. När hon protesterade och sa att de var för många svarade han: "Det kommer alltid finnas tillräckligt, för att jag dog." Heidis sjukdomsbesvär försvann sedan. 
Iris Ministries är idag en internationell organisation baserad i Moçambique som bland annat driver barnhem för över 10 000 barn, flera skolor, tusentals församlingar och det humanitära programmet Iris Relief. Heidi menar sig uppleva många mirakler, inklusive att blinda får synen tillbaka och att döva hör efter att hon ber för dem. 2010 publicerades en artikel i Southern Medical Journal som granskade ett helandemöte arrangerat av Iris Ministries i norra Moçambique och som bekräftade att flera som led av syn- och hörselskador blev avsevärt bättre efter förbön.

## Utbildning
- Teologiekandidat, Vanguard University (1984)[4]
- Mastersexamen i teologi, Vanguard University (1985)[4]
- Teologie doktor (systematisk teologi), King's College London (1995)[4]

## Videor
- Riches of The Poor, Peripheral Vision Video
- Mama Heidi, Eric Velu Productions
- The Face of Revival: Stopping for the One, Cornerstone Films
- The Finger of God, Wanderlust Productions
- Compelled by Love, 2014, Iris Global Films